# Candle Cove
Candle Cove es un creepypasta creado por el artista web y autor Kris Straub en 2009. La historia se centra en torno a un espectáculo televisivo ficticio del mismo nombre que era visible y conocido por un grupo pequeño de personas, predominantemente niños. Straub ha declarado que se inspiró para escribir el creepypasta después de leer «Persona de 36 años del área todavía tiene pesadillas ocasionales sobre Lidsville», un artículo publicado en The Onion. El creepypasta se volvió popular rápidamente, inspirando adaptaciones de YouTube y fanficciones. En 2015 Straub autopublicó Candle Cove en una colección de cuentos titulada Candle Cove y otras historias. La página web The Verge comentó que Candle Cove se distingue de otros creepypastas por el hecho de que la mayoría de estos tienen una «calidad folclórica anónima», mientras que Candle Cove surgió de una fuente y autor conocidos.
En octubre de 2016 se emitió una adaptación televisiva, Channel Zero, por el canal SyFy.

## Sinopsis
La historia principal está contada a través de una serie de mensajes en un foro de Internet llamado «Foros NetNostalgia», donde un grupo de usuarios, mike_painter65, Skyshale033, Jaren_2005, y kevin_hart, discutían sobre un programa de televisión inusual, Candle Cove, que todos recordaban haber visto cuando eran niños. El programa trata sobre una joven llamada Janice, que se imagina a sí misma siendo amiga de los piratas. Se dice que los personajes piratas son retratados por títeres.
A medida que los usuarios continúan recordando, comenzaban a relatar detalles más inquietantes sobre el programa, como por ejemplo un personaje conocido como «Skin-Taker» (El Roba Pieles), un pirata esqueleto que usa ropa hecha de piel de niños y un episodio que consistió completamente en las marionetas agitándose y gritando. Se desarrolló que no había registros externos de la existencia del programa, y que incluso aquellos que dicen que recuerdan haberlo visto tienen diferentes recuerdos de ciertos episodios. La historia se cierra con el usuario mike_painter65 afirmando que recientemente le preguntó a su madre si ella recordaba el programa. Ella le respondió que cada vez que aparecía Candle Cove, solo había estática en la pantalla.

## Adaptación a la televisión
En 2015, SyFy Channel anunció su intención de adaptar la historia de Candle Cove como la primera temporada de una serie recién anunciada, Channel Zero. La temporada, llamada así por el creepypasta, se expande en la historia y se centra en un psicólogo infantil que regresó a su hogar para investigar las desapariciones de su hermano y otros niños en la década de 1980. Channel Zero: Candle Cove está protagonizada por Paul Schneider y Fiona Shaw, y se estrenó el 11 de octubre de 2016.

## Recepción
Will Wiles de Aeon escribió que Candle Cove fue «uno de los mejores creepypastas que existen» y un buen ejemplo del uso del formato de tablero de mensajes y el formato del foro como una táctica de contar historias. The Verge ha escrito elogios para el creepypasta, afirmando que fue "un giro perfectamente oscuro en nuestra nostalgia de las historias apenas recordadas de nuestra infancia, ya que nos dimos cuenta de que las cosas que nos gustaban de niños eran mucho, mucho más espeluznantes de lo que pensábamos."